# Cagney & Lacey
Cagney & Lacey é  uma série de televisão norte-americana, originalmente transmitida pelo canal de televisão CBS, entre 8 de Outubro de 1981 e 16 de Maio de 1988, durante 7 temporadas. 
A série era protagonizada por Sharon Gless e Tyne Daly, duas detectives da polícia de Nova Iorque, Christine Cagney (Gless), solteira e dedicada à carreira e Beth Lacey (Daly), uma mulher casada trabalhadora. Durante os primeiros seis episódios a série contou com Meg Foster, tendo depois sido substituída por Sharon Gless.
Durante seis anos consecutivos (1983-88) o Emmy Award para melhor actriz numa série dramática, foi vencido por uma das duas actrizes. A série venceu o prémio Emmy de melhor série dramática em 1985 e 1986.

## Elenco
- Tyne Daly : Mary Beth Lacey
- Sharon Gless : Christine Cagney
- Al Waxman : Bert Samuels
- Carl Lumbly : Mark Petrie
- Martin Kove : Victor Isbecki
- Sidney Clute : Paul La Guardia
- Jason Bernard : Marquette (1982-1983)
- Harvey Atkin : Sergento Ronald Coleman
- John Karlen : Harvey Lacey
- Tony La Torre : Harvey Lacey Junior
- Troy W. Slaten : Michael Lacey